# Condado de Tallapoosa
O Condado de Tallapoosa é um dos 67 condados do estado norte-americano do Alabama. A sede de condado é Dadeville e a sua maior cidade é Alexander City. O condado possui uma área de 1984 km² (dos quais 124 km² estão cobertos por água), uma população de 41 475 habitantes, e uma densidade populacional de 11 hab/km² (segundo o censo nacional de 2000). O condado foi fundado em 1832 e o seu nome é uma palavra de origem creek.